# Szwajcaria na Halowych Mistrzostwach Świata w Lekkoatletyce 2010
Reprezentacja Szwajcarii na halowe mistrzostwa świata 2010 liczyła 4 zawodników.

## Mężczyźni
- Bieg na 60 m
  - Pascal Mancini
  - Rolf Fongué

## Kobiety
- Bieg na 60 m przez płotki
  - Lisa Urech

- Skok o tyczce
  - Nicole Büchler